# وندی دیویس (هنرپیشه)

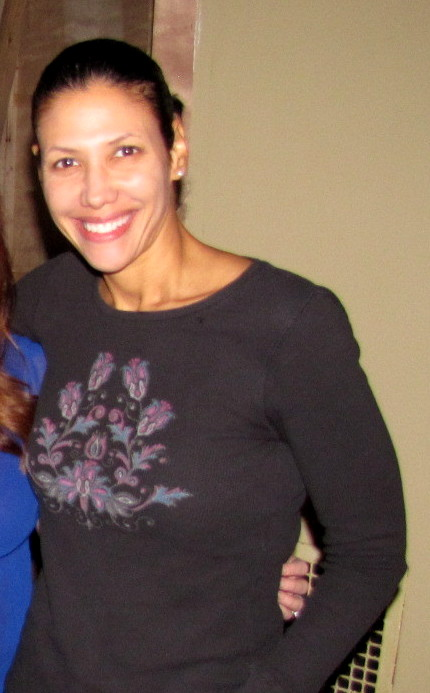

وندی دیویس (انگلیسی: Wendy Davis؛ زادهٔ ۳۰ ژوئن ۱۹۶۶) یک هنرپیشه اهل ایالات متحده آمریکا است. وی از سال ۱۹۸۰ میلادی تاکنون مشغول فعالیت بوده‌است.

## بخشی از فیلمشناسی
از فیلم‌ها یا برنامه‌های تلویزیونی که وی در آن نقش داشته‌است می‌توان به آثار زیر اشاره کرد.
- آنجل (مجموعه تلویزیونی ۱۹۹۹) (۲۰۰۲)
- پرونده سرد (۲۰۰۵)
- آناتومی گری (مجموعه تلویزیونی) (۲۰۰۵)
- رسوایی (مجموعه تلویزیونی) (۲۰۱۲–۲۰۱۳)
- کسل (مجموعه تلویزیونی) (۲۰۱۴)
- ذهن‌های جنایتکار (۲۰۱۴)
- ان‌سی‌آی‌اس (۲۰۱۶)
- بازمانده برگزیده (۲۰۱۸)